# 瓦西里耶夫兄弟
瓦西里耶夫兄弟（俄语：Братья Васильевы）是苏联两位电影导演兼编剧格奥尔基·瓦西里耶夫和谢尔盖·瓦西里耶夫共用的笔名。事实上，这两位“瓦西里耶夫”既不是兄弟，也无血缘关系。
这两位“瓦西里耶夫”于1925年在莫斯科的一家电影制片厂里相认识。Goskino被合并到Sovkino（后来列宁格勒电影制片厂的前身）后，此二人在同一个编剧室工作，常常共同参与一部电影的制作。《冰上功勋》是二人用“瓦西里耶夫兄弟”为笔名导演的第一部电影。1934年导演的电影《夏伯阳》使“瓦西里耶夫兄弟”的名字在全世界为人所知。

## 执导电影
| 年代 | 电影译名         | 电影原名         | 备注             |
| 1928 | 冰上功勋         | Подвиг во льдах  | 导演，纪录片     |
| 1930 | 睡美人           | Спящая красавица | 导演，编剧       |
| 1932 | 私事             | Личное дело      | 导演，编剧       |
| 1934 | 夏伯阳           | Чапаев           | 导演，编剧，演员 |
| 1937 | 沃洛恰也夫的日子 | Волочаевские дни | 导演，编剧       |
| 1942 | 保卫察里津       | Оборона Царицына | 导演，编剧       |
| 1943 | 前线             | Фронт            | 导演，编剧       |